# علاقة (منطق)

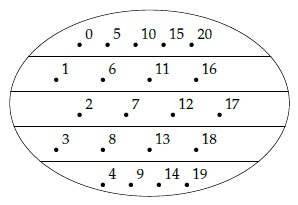

العلاقة بالفتح تستعمل في المعقولات، وبالكسر في المحسوسات وهي الحب اللازم للقلب وسمي علاقة لتعليق القلب بالمحبوب. وعند المنطقيين شيء بسببه يستصحب أي يستلزم أمر أمرا. والمراد بها شيء بسببه يستصحب المقدم التالي كالعلية والتضايف. أما العلية فبأن يكون المقدم علة للتالي أو بالعكس أو يكونا معلولي علة واحدة كقولنا إن كانت الشمس طالعة فالنهار موجود. وبالعكس وإن كان النهار موجودا فالأرض مضيئة. وأما التضايف فمثل إن كان زيد أبا عمرو فيكون عمرو ابنه.